# Alken monooksigenaza
Alken monooksigenaza (EC 1.14.13.69, alkenska epoksigenaza) je enzim sa sistematskim imenom alken,NADH:kiseonik oksidoreduktaza. Ovaj enzim katalizuje sledeću hemijsku reakciju
propen + NADH + H+ + O2 {\displaystyle \rightleftharpoons } 1,2-epoksipropan + NAD+ + 2O
Enzim iz Xanthobacter sp. vrste Py2 je multikomponentni enzim koji sadrži (1) NADH reduktazu, koja pruža reduktant za O2 aktivaciju; (2) feredoksina Riskijevog tipa, koji je protein elektronskog transfera; (3) oksigenazu, koja sadrži katalitički centar za alkensku epoksidaciju i (4) malog proteina nepoznate funkcije koji je esencijalan za aktivnost.

## Literatura
- Nicholas C. Price; Lewis Stevens (1999). Fundamentals of Enzymology: The Cell and Molecular Biology of Catalytic Proteins (Third изд.). USA: Oxford University Press. ISBN 019850229X.
- Eric J. Toone (2006). Advances in Enzymology and Related Areas of Molecular Biology, Protein Evolution (Volume 75 изд.). Wiley-Interscience. ISBN 0471205036.
- Branden C; Tooze J. Introduction to Protein Structure. New York, NY: Garland Publishing. ISBN 0-8153-2305-0.
- Irwin H. Segel. Enzyme Kinetics: Behavior and Analysis of Rapid Equilibrium and Steady-State Enzyme Systems (Book 44 изд.). Wiley Classics Library. ISBN 0471303097.

## Spoljašnje veze
- Alkene+monooxygenase на 